# ジョン・ラター

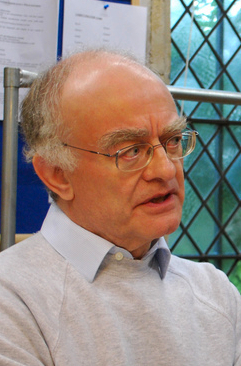
ジョン・ラター

ジョン・ミルフォード・ラター（John Milford Rutter CBE, 1945年9月24日 - ）は、イギリスの作曲家、編曲家、指揮者。主に合唱の分野で活躍している。日本語ではラッターとも表記される。作品の多くはオックスフォード大学出版局から刊行されている。

## 経歴
ロンドン生まれ。ハイゲート校に入学し、聖歌隊員としてブリテン『戦争レクイエム』の最初の録音（1963年）などに参加した。ハイゲイト校での同級生には、ジョン・タヴナーやハワード・シェリーらがいる。その後、ケンブリッジ大学のクレア・カレッジで音楽を学ぶ。在学中から既成のクリスマス・キャロルを編曲するとともに、自ら作詞・作曲した新作キャロルを発表する。卒業後、1975年から同カレッジの音楽科主任を務め、合唱団の指導にあたった。
1979年、作曲活動に専念するためカレッジを辞し、1981年には教え子を中心としたプロの合唱団ケンブリッジ・シンガーズを結成。1984年には専用レーベルのコレギウム・レコードを設立、自作を含めた合唱曲を多数録音している。
1980年、プリンストンのウェストミンスター合唱大学の名誉フェローに就任。1985年から1992年にかけて、慢性疲労症候群に罹患。この影響によって締切を守ることが保証できなくなったため、1985年から委嘱による作曲をストップした。1988年、教会音楽家連盟のフェローに就任。1996年、教会音楽への貢献を認められ、カンタベリー大主教からランベス音楽博士号を授与された。

## 作風
合唱音楽を中心に作曲をしており、キャロルやアンセムのほか、『グローリア』や『レクイエム』など、典礼文に付曲したミサ曲の作曲も行っている。
日本においては、1980年代後半に作品が歌われ始め、1990年代にケンブリッジ・シンガーズのCDが多数輸入されるようになると、広く演奏されるようになった。
また、フォーレ作曲『レクイエム』の校訂をおこない、1984年に1893年版が出版された。これは、オーケストラの編成がそれまで一般的に演奏されてきたものより小規模な「第2版」で、作曲者の意向を反映したものとされている。その後第2版を再現する試みがいくつかなされているが、ラターの1893年版はその嚆矢となった。

## 主な作品

### 宗教合唱曲

#### 合唱と管弦楽
- Gloria（1974）
- Requiem（1985）
- Magnificat（1990）
- Psalmfest（1993）

#### アンセム
- The Lord bless you and keep you
- O be joyful in the Lord
- Te Deum

#### クリスマス・キャロル（オリジナル）
- Shepherd's Pipe Carol
- Star Carol
- Candlelight Carol

#### クリスマス・キャロル（編曲）
- Eight Christmas Carols
- Twelve Christmas Carols
- Dancing Day（1974）

#### その他の宗教曲
- All things bright and beautiful
- For the beauty of the earth
- The Lord bless you and keep you

### 世俗合唱曲
- Five Childhood Lyrics（1973）
- Three American Lyrics
- The Sprig of Thyme
- Birthday Madrigals（1995）
- ゲール人の祝福

### 器楽曲
- Suite for Strings（1973）
- Suite Antique（1979）